# Pluvioso

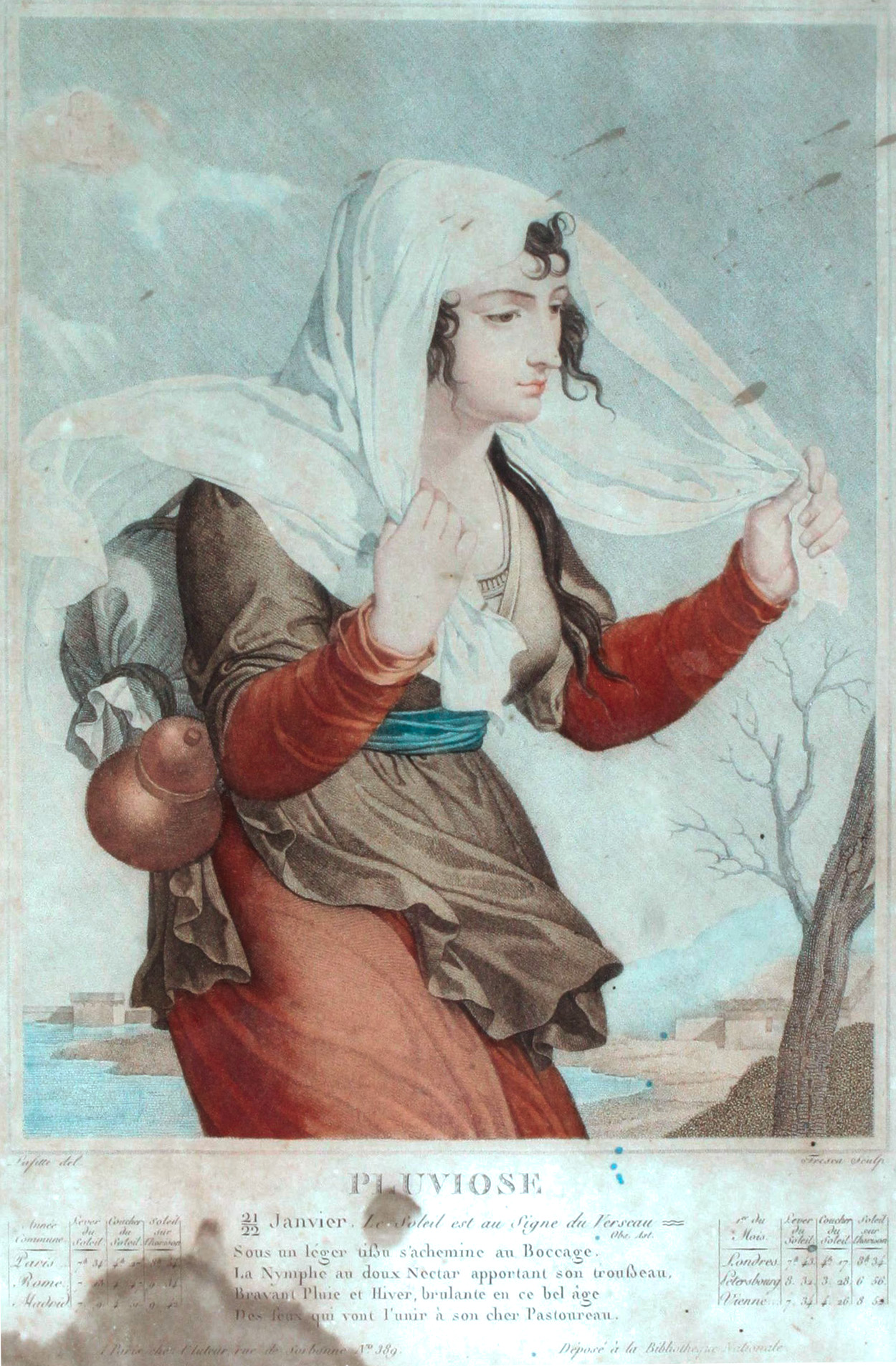
Alegoria do Pluvioso

Pluvioso (pluviôse em francês) era o quinto mês do Calendário Revolucionário Francês que esteve em vigor na França de 22 de setembro de 1792 a 31 de dezembro de 1805.
O pluvioso correspondia geralmente ao período compreendido entre 20 de janeiro e 18 de fevereiro do calendário gregoriano; recobrindo, aproximadamente, o período durante o qual o sol atravessa a constelação zodiacal de Aquário.
O nome se deve às "chuvas que geralmente caem com abundância de janeiro a fevereiro", de acordo com os termos do relatório apresentado à Convenção em 3 brumário do ano II (24 de outubro de 1793) por Fabre d'Églantine, em nome da "comissão encarregada da confecção do calendário".